# Okręg telszański
Okręg telszański (lit. Telšių apskritis) – jeden z dziesięciu okręgów Litwy, ze stolicą w Telszach, położony na Żmudzi (w północno-zachodniej części kraju). Zajmuje powierzchnię 4350 km² i liczy 153 388 mieszkańców, gęstość zaludnienia wynosi 35,3 osób/km².

## Podział administracyjny
Okręg dzieli się na 4 rejony:
- Rejon możejski (stol. Możejki)
- Rejon płungiański (stol. Płungiany)
- Rejon retowski (stol. Retów)
- Rejon telszański (stol. Telsze)

W okręgu znajduje się 7 miast i 937 wsi.

## Miasta
W okręgu jest 7 miast:
1. Możejki (Mažeikiai, 40,8 tys. mieszk.)
2. Telsze (Telšiai, 30,2 tys. mieszk.)
3. Płungiany (Plungė, 23,1 tys. mieszk.)
4. Retów (Rietavas, 3,9 tys. mieszk.)
5. Wieksznie (Viekšniai, 2,2 tys. mieszk.)
6. Wornie (Varniai, 1,3 tys. mieszk.)
7. Siady (Seda, 1,2 tys. mieszk.)